# Wagon Hound Creek
Der Wagon Hound Creek ist ein etwa 62 km langer, rechter Nebenfluss des North Platte Rivers im Osten des US-Bundesstaates Wyoming.

## Verlauf
Der Wagon Hound Creek entspringt in den nördlichen Laramie Mountains im südlichen Converse County auf einer Höhe von etwa 2320 m, etwa 25 km nordwestlich von Esterbrook und 40 km südwestlich von Douglas. Im oberen Flussverlauf fließt er durch den Medicine Bow National Forest und durchfließt einige kleinere Stauseen. Im weiteren Verlauf wendet er sich nach Nordosten, durchfließt die tief eingeschnittene Wagon Hound Gorge und fällt über die 17 m hohen Wagon Hound Falls hinab. Er mäandriert durch die nordöstlichen Ausläufer der Laramie Mountains, passiert den Flugplatz Wagonhound Airport und erhält einige kleinere Nebenflüsse. Östlich des Rattlesnake Hill wendet sich der Wagon Hound Creek nach Osten, unterquert den Wyoming Highway 94 und mündet nach 62 km, rund 10 km südlich von Douglas, auf einer Höhe von 1446 m in den hier nach Osten fließenden North Platte River.

## Hydrologie
Der Wagon Hound Creek ist als Nebenfluss des North Platte Rivers Teil des Einzugsgebietes des Platte Rivers, der über Missouri und Mississippi in den Golf von Mexiko entwässert. Das Einzugsgebiet des Wagon Hound Creek umfasst ein Gebiet von etwa 295 km² und grenzt an die Einzugsgebiete von La Bonte Creek im Osten und Süden sowie La Prele Creek im Westen und Nordwesten. Der mittlere Abfluss am Pegel La Bonte beträgt 0,27 m³/s, die größten Abflüsse finden sich in den Monaten April, Mai und Juni.

## Belege
1. 1 2 3 4 5  Wagon Hound Creek. In: Geographic Names Information System. United States Geological Survey, United States Department of the Interior (englisch).
2. ↑  Wagon Hound Falls, Wyoming, United States. In: World Waterfall Database. Abgerufen am 8. Januar 2025 (englisch).
3. ↑  USGS 06650500 WAGONHOUND CREEK NEAR LA BONTE, WY. Abgerufen am 8. Januar 2025.